# 塔米·布兰查德
塔米·布兰查德（英語：Tammy Blanchard，1976年12月14日—），女，美国演员。曾获得黄金时段艾美奖迷你影集／电视电影最佳女配角。